# 待ラノ
待ラノ（待ラノ、英: MATERANO）は、株式会社エスプランニングが運営する小説投稿サイト。

## 概要
「オンライン作家によるオンライン作家のための小説投稿プラットフォーム」をコンセプトに2019年5月1日に正式オープンした。
作者登録を行うことで、小説をWeb上に投稿することができる。
本サイトの特徴として書籍出版を狙うことに重点を置かず、ネットで生まれた作品がネット上で収益を得ていくことに特化したオンライン作家によるオンライン作家のための小説投稿プラットフォームであり、他小説投稿サイトへ自動投稿してくれるマルチ投稿機能や作者が独自に広告枠を設置して収入を得られる手段を提供している。
Twitter広告によるピックアップ作品の広報や、自社レーベルによる電子出版なども行われている。

## 沿革

### 2019年
- 5月1日 - 正式オープン[3]

### 2023年
- 7月25日 - サービス終了決定[4]
- 12月30日 - サイト閉鎖

## マルチ投稿機能対象の小説投稿サイト
- カクヨム
- アルファポリス
- エブリスタ
- MAGNET MACROLINK